# Geschichte des Internets
Die Geschichte des Internets lässt sich in drei Phasen einteilen.
In der Frühphase ab Mitte der 1960er Jahre wurden die Grundlagen gelegt, die Technik demonstriert und zur Anwendungsfähigkeit entwickelt.
Ende der 1970er Jahre, gleichzeitig mit dem Wechsel von der militärischen zur akademischen Forschungsförderung, begann das Wachstum und die internationale Ausbreitung des Internets. In dieser Zeit geschah das, was gemeinhin mit der wilden Phase des ursprünglichen Internets assoziiert wird: eine Tauschökonomie für Software und Information, eine graswurzelbasierte Selbstorganisation, sich entwickelnde Communitys und der Hackergeist, der jede Beschränkung des Zugangs und des freien Informationsflusses zu umgehen weiß.
1990 begann mit der Abschaltung des Arpanet die kommerzielle Phase des Internets. Es wird geschätzt, dass im Jahr 1993 das Internet lediglich 1 % der Informationsflüsse der weltweiten Telekommunikationsnetze ausmachte, während es im Jahr 2000 die Mehrheit des technischen Informationsaustausches beherrschte (51 %) und im Jahr 2007 bereits klar dominierte (97 % der Bytes, die weltweit ausgetauscht wurden).
Obgleich im Artikel eine chronologische Darstellung überwiegt, ist er in erster Linie thematisch gegliedert. Eine chronologische Auflistung der Ereignisse findet man im Artikel Chronologie des Internets.

## Vordenker
Als früheste Vision einer möglichen weltweiten Computer-Vernetzung gilt eine Kurzgeschichte des Science-Fiction-Autors Murray Leinster, der 1946 in seiner Story A Logic Named Joe als einer der ersten einen Personal Computer und eine frühe Vision des Internets geschildert hat; dort hat er geschrieben, der Computer … erledigt die Verbreitung von vierundneunzig Prozent aller Fernsehprogramme, vermittelt alle Informationen über Wetter, Luftverkehr, Sonderangebote … und dokumentiert jedes geschäftliche Gespräch, jeden Vertrag … Die Computer haben die Welt verändert. Die Computer sind die Zivilisation. Wenn wir die Computer abschalten, fallen wir in eine Art von Zivilisation zurück, von der wir vergessen haben, wie sie geht.

## Frühphase
In den späten 1950er Jahren leitete J. C. R. Licklider eine Forschungsgruppe beim US-Rüstungslieferanten Bolt Beranek and Newman (BBN), deren Arbeit auf dem Minirechner PDP-1 des Herstellers Digital Equipment Corporation (DEC), einem der ersten Timesharing-Systeme, aufbaute. Computerhersteller und die meisten Vertreter des Informatik-Establishments waren jedoch der Ansicht, dass Timesharing eine ineffiziente Verwendung von Computerressourcen darstelle und nicht weiter verfolgt werden solle. Lickliders Argument war umgekehrt, dass Rechner für eine Echtzeit-Interaktion für „kooperatives Denken mit einem Menschen“ zu schnell und zu kostspielig seien, weshalb sie ihre Zeit zwischen vielen Nutzern aufteilen müssten. Licklider war auch der Architekt des MAC-Projektes (Multiple-Access Computer, auch als Machine-Aided Cognition oder Man And Computer bekannt) am Massachusetts Institute of Technology (MIT). 1962 wechselte er von BBN zur Advanced Research Projects Agency (ARPA) des US-Verteidigungsministeriums, wo er Leiter des Command and Control Research (CCR) wurde, das er sogleich in Information Processing Techniques Office (IPTO) umbenannte.
Seine Erfahrungen mit Time-Sharing-Systemen erlaubten es ihm, eine Neudefinition vom Computer als Rechenmaschine zum Computer als Kommunikationsgerät vorzunehmen. Als Leiter des ARPA-Forschungsbereiches war er nun in die Lage versetzt, diesen Paradigmenwechsel in der Netzplanung zur Wirkung zu bringen:

„Das ARPA-Leitmotiv ist, dass die Möglichkeiten, die der Computer als Kommunikationsmedium zwischen Menschen bietet, die historischen Anfänge des Computers als einer Rechenmaschine in den Schatten stellen. […] Lick war einer der ersten, die den Gemeinschaftsgeist wahrnahmen, der unter den Nutzern des ersten Time-Sharing-Systems entstand. Indem er auf das Gemeinschaftsphänomen hinwies, das zum Teil durch den gemeinsamen Zugriff auf Ressourcen in einem Time-Sharing-System aufkam, machte Lick es leicht, sich eine Verbindung zwischen den Gemeinschaften vorzustellen, die Verknüpfung von interaktiven Online-Gemeinschaften von Menschen […]“

Gleichzeitig fand ein telekommunikationstechnischer Paradigmenwechsel von leitungsorientierten zu paketvermittelten Konzepten statt. Er ging auf parallele Arbeiten von Paul Baran an der RAND Corporation (die erste Denkfabrik, 1946 von der U.S. Air Force gegründet) und von Donald Watts Davies am National Physical Laboratory in Middlesex, England, zurück. Paul Baran veröffentlichte 1960 ein Paper, in dem er einen drohenden Nuklearkrieg als Anlass nahm, Ideen für ein Netzwerk zu entwickeln, welches einen solchen Krieg überleben könnte. Die Zerlegung von Kommunikationen in kleine Datenpakete, die, mit Ziel- und Absenderadresse versehen, gewissermaßen autonom ihren Weg durch das Netzwerk finden, war Voraussetzung für die verteilte, dezentrale Architektur des Internets. Sie war auch der Punkt, an dem die Geister der Computer- und der Telekommunikationswelt sich schieden.
Die Telefonbetreiber der Zeit waren durchaus an Datenkommunikation sowie an der Paketvermittlung interessiert, nachdem nachgewiesen worden war, dass diese Technik nicht nur überhaupt machbar war, sondern dass sie die vorhandene Bandbreite viel wirtschaftlicher nutzte als die Leitungsvermittlung, doch die vorrangigen Designkriterien der nationalen Monopole waren flächendeckende Netzsicherheit, Dienstequalität und Abrechenbarkeit. Diese sahen sie nur durch ein zentral gesteuertes Netz mit dedizierter Leitungsnutzung für jede einzelne Kommunikation gewährleistet.
Die Telekommunikationsunternehmen hauptsächlich in England, Italien, Deutschland und Japan unterlegten daher den unberechenbaren Paketflüssen eine virtuelle Kanalstruktur. Auch in diesem System werden Pakete verschiedener Verbindungen auf derselben physikalischen Leitung transportiert, aber nur bis zu einer Obergrenze, bis zu der die Kapazität für jede einzelne Verbindung gewährleistet werden kann. Außerdem ist dieses Netz nicht verteilt, sondern über zentrale Vermittlungsstellen geschaltet. Die Spezifikationen dieses Dienstes wurden im Rahmen der Internationalen Fernmeldeunion (ITU) verhandelt und 1976 unter der Bezeichnung X.25 standardisiert. Die Bundespost bot ihn unter dem Namen Datex-P an. Damit ist der Gegensatz aufgespannt zwischen einem rhizomatischen Netz, das aus einem militärischen Kalkül heraus von einzelnen Knoten aus dezentral wuchert, und einer hierarchischen, baumförmigen Struktur, die zentral geplant und verwaltet wird.

### Aufbau des ARPANETs

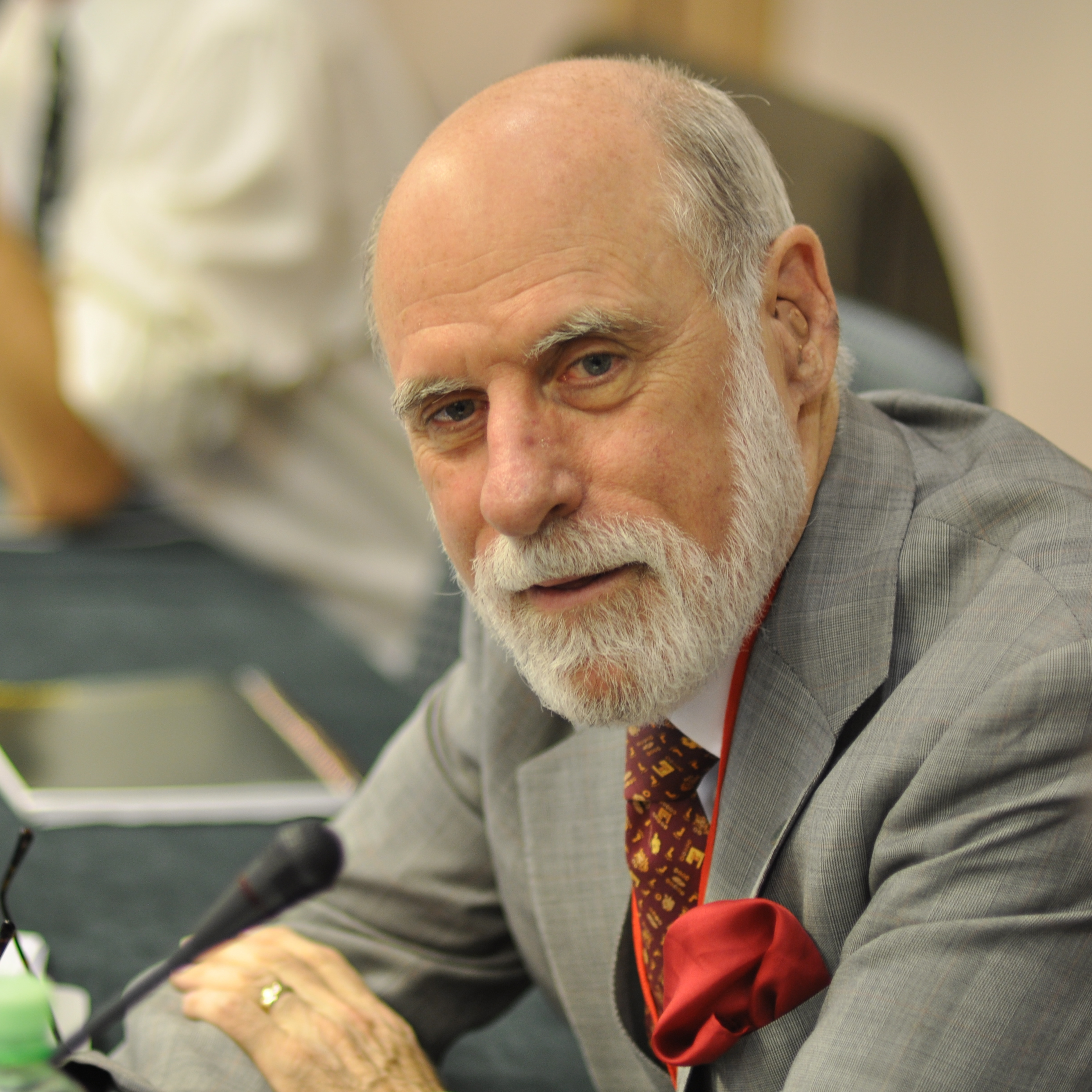
Vinton Cerf (2010)

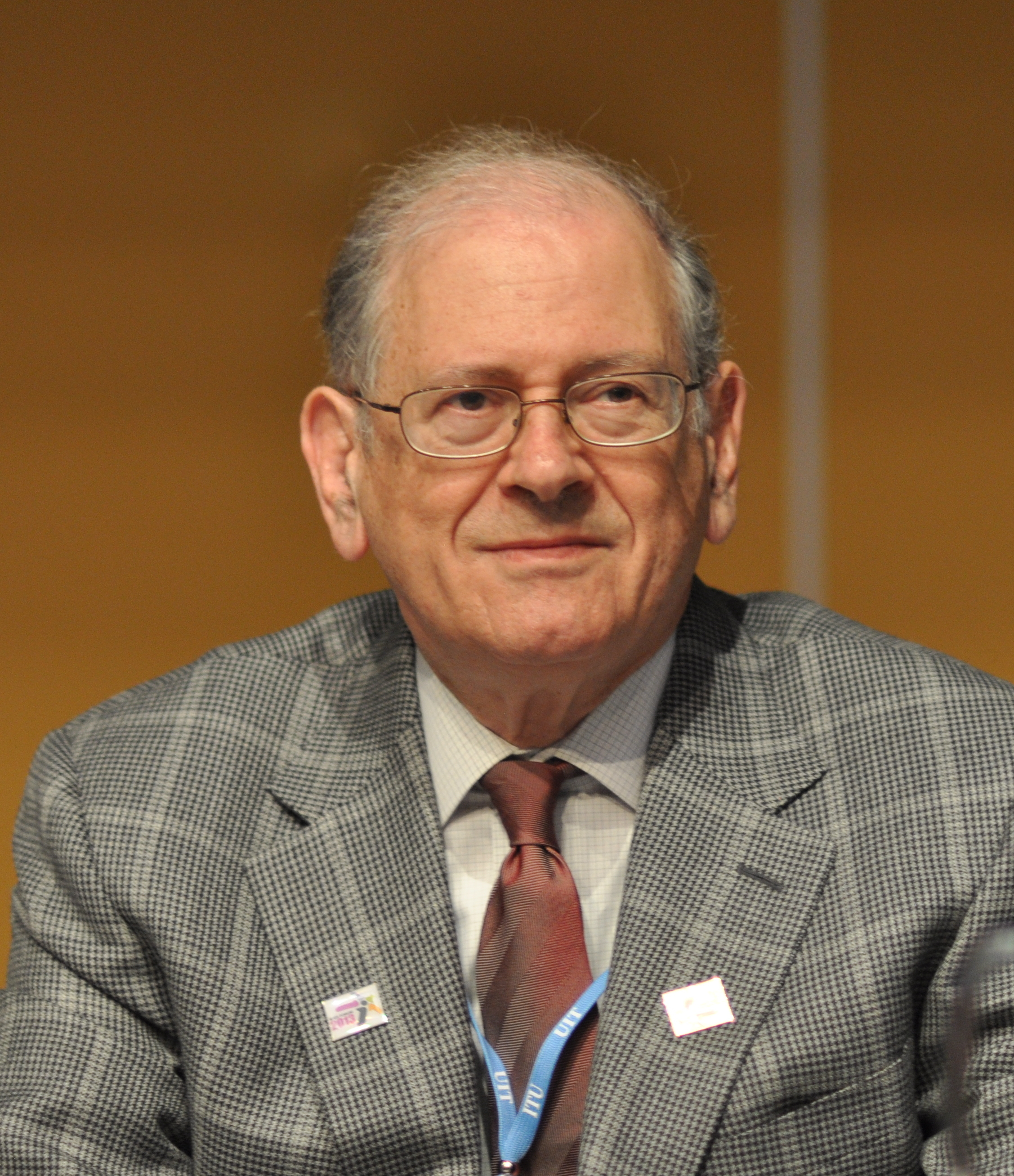
Robert E. Kahn

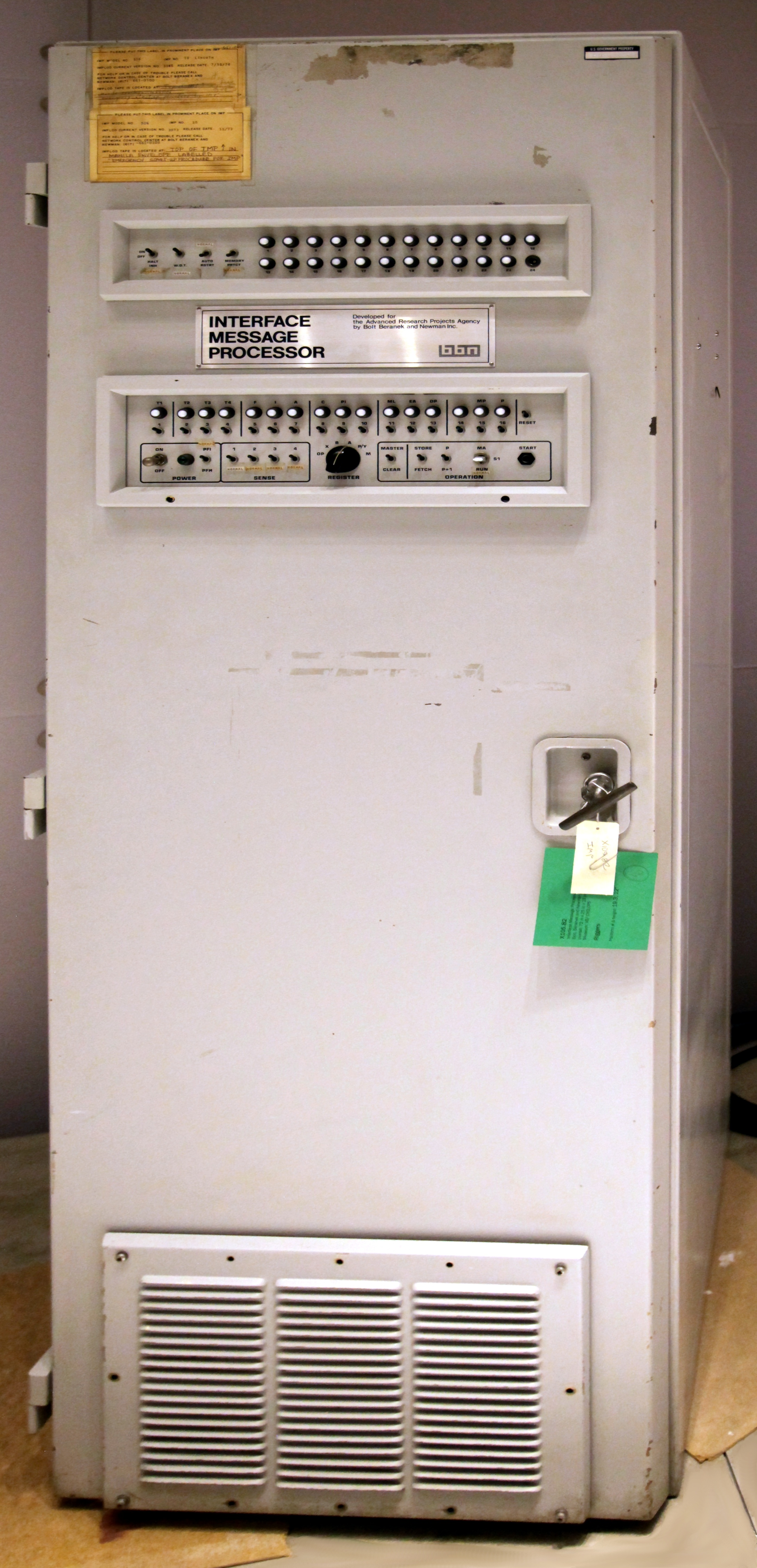
Interface Message Processor (IMP)

Die ARPA-Forschungsabteilung unter Licklider und Taylor schrieb die verschiedenen Bestandteile des neuen Netzes aus. Das Stanford Research Institute (SRI) erhielt den Auftrag, die Spezifikationen für das neue Netz zu schreiben. Im Dezember 1968 legte das SRI den Bericht A Study of Computer Network Design Parameters vor. Zur selben Zeit arbeitete Douglas C. Engelbart und seine Gruppe am SRI bereits an computergestützten Techniken zur Förderung von menschlicher Interaktion. Daher wurde entschieden, dass das SRI der geeignete Ort sei, ein Network Information Center (NIC) für das ARPAnet einzurichten. Die DARPA-Ausschreibung für ein Network Measurement Center ging an die University of California, Los Angeles (UCLA), wo Leonard Kleinrock arbeitete, der seine Doktorarbeit über Warteschlangentheorie geschrieben hatte. Ebenfalls im UCLA-Team arbeiteten damals Vinton G. Cerf, Jon Postel und Steve Crocker.
Den Zuschlag für die Entwicklung der Paketvermittlungstechniken, genauer eines Interface Message Processors (IMP), erhielt BBN im Dezember 1968, nachdem eine zwölfköpfige Arbeitsgruppe unter Frank Heart einen 200-seitigen Umsetzungsvorschlag für das Angebot erarbeitet hatte. Dort arbeitete unter anderem Robert E. Kahn, der vom MIT gekommen war und auf den ein Großteil der Architektur des Internets (TCP/IP) zurückgeht. Die IMPs, Vorläufer der heutigen Router, hatten die Aufgabe, die niedrigste Verbindungsschicht zwischen den über Telefonleitungen vernetzten Rechnern (Hosts) herzustellen. Die ersten IMPs wurden im Mai 1969 ausgeliefert.
Der Startschuss zum Internet fiel im Herbst 1969, als die ersten vier Großrechner in der UCLA, im SRI, der University of California, Santa Barbara (UCSB) und der University of Utah über Standleitungen mit 50 Kilobit miteinander verbunden wurden. Am 29. Oktober 1969 war „lo“ die erste gelungene Internetbotschaft, die versuchsweise von der UCLA an das Stanford Research Institut übermittelt wurde, bevor der Empfangsrechner abstürzte. Gemeint war „login“; dieser Befehl konnte am selben Tag aber ebenfalls abgesetzt werden. Die erste per Internet mit einem anderen Rechner verbundene Person war damit der UCLA-Student Charley Kline.

### Protokollentwicklung
Im April 1969 waren die ersten Dokumente der Reihe Request for Comments (RFC) erschienen, die die technischen Standards des Internets spezifizieren. Die Dokumente wurden nicht im Duktus einer formal veröffentlichten Spezifikation verfasst, sondern als Diskussionspapier mit der Bitte um Kommentierung. Steve Crocker begründete als Autor des ersten RFC diese Form damit, dass die Beteiligten Doktoranden ohne jede Autorität waren. Die Benennung spiegelt die Informalität wider, um die Arbeit zu dokumentieren, ohne in Konflikt mit den Projektverantwortlichen zu gelangen. Dieser Anfangsgedanke wirkt noch bis heute nach. Einige RFCs stellen Internetstandards dar, andere sind informelle Dokumente von Einzelautoren, darunter auch Aprilscherze. Die freie Verfügbarkeit der Spezifikationen und der dazugehörigen Referenzimplementierungen waren ein Schlüsselfaktor bei der Entwicklung des Internets.
Aus dem ersten und weiteren RFCs ging ein Jahr später das Network Control Program (NCP) hervor, ein Programm und Protokoll für die Host-zu-Host-Kommunikation. Bereits hier war eine hierarchische Schichtenarchitektur vorgesehen. Aufbauend auf dem Host/IMP-Protokoll und dem Host/Host-Protokoll wurden die funktionsorientierten Protokolle Telnet (RFC 318) und FTP (File Transfer Protocol, RFC 454) spezifiziert.
Ray Tomlinson von BBN erweiterte das Programm „SNDMSG“, mit dem innerhalb eines Hosts Nachrichten an andere Benutzer geschrieben werden konnten, um eine Übertragung zu anderen Hosts und schuf damit E-Mail über das Netz. Hierbei erfand er die user@host-Konvention für eine E-Mail-Adresse. Larry Roberts schrieb das erste E-Mail-Programm, das einzelne Mails aus der lokalen Postfach-Datei anzeigen und drucken konnte.

### Durchbruch der Paketvermittlung
Im April 1971 bestand das Netz aus 15 Knoten und wuchs um etwa einen pro Monat. BBN entwarf eine modifizierte IMP-Variante namens Terminal Interface Processor (TIP), an den bis zu 63 Terminals angeschlossen werden konnten. Damit war es möglich, auf den lokalen Host oder über das Netz auf einen entfernten Host zuzugreifen. Dies stellte einen ersten Schritt in die Richtung dar, Arbeitsstationen direkt ans Netz und nicht an einen Großrechner anzuschließen.
1972 wurde das lokale DARPA-finanzierte ALOHAnet mit Sternarchitektur, Datenübertragung via Funk und Paketradio 9600 bit/s sowie Ethernet-Basis als erstes Rechnernetz über eine Satellitenverbindung mit dem Arpanet verbunden. Zentralrechner war ein 2100-Minirechner von Hewlett-Packard, der Daten von Fernschreibern, Terminals u. a. Minis empfing.
Die erste öffentliche Demonstration des ARPANETs fand bei der International Conference on Computer Communications im Oktober 1972 in Washington, D.C. statt. Im Konferenzhotel Washington Hilton wurde ein TIP mit 36 Terminals aufgebaut, der über Standleitungen an das ARPANET angeschlossen war. Die 800 Konferenzbesucher erhielten ein Handbuch mit 19 Anwendungsszenarien und konnten verschiedene Anwendungen, die auf unterschiedlichen ARPANET-Hosts liefen, selbst ausprobieren. Zu den Szenarien gehörten auch ein Schachprogramm und Chatbots. Einer der Chatbots war ELIZA mit dem Skript „DOCTOR“, einem simulierten Psychotherapeuten, ein anderer war das Programm „PARRY“, ein simulierter paranoider Patient. Eine Konversation zwischen diesen beiden Chatbots wurde später als RFC 439 veröffentlicht. Die Demonstration des ARPANETs war ein Erfolg und bewies die praktische Eignung von paketvermittelten Netzen.
Im selben Jahr starteten Projekte für radio- und satellitengestützte Paketvernetzung, letztere mit Instituten in Norwegen und England. Bob Metcalfe umriss in seiner Doktorarbeit an der Harvard-Universität das Konzept für ein Local Area Network (LAN) mit multiplen Zugangskanälen, das er Ethernet nannte. Am Xerox PARC entwickelte er das Konzept weiter, bevor er später 3Com gründete.
Arpanet, SATNET und das Radionetz hatten verschiedene Schnittstellen, Paketgrößen, Kennzeichnungen und Übertragungsraten, was es schwierig machte, sie untereinander zu verbinden. Bob Kahn, der von BBN an die DARPA ging, und Vinton G. Cerf, der jetzt an der Stanford-Universität unterrichtete, begannen, ein Protokoll zu entwickeln, um verschiedene Netze miteinander zu verbinden. Sie orientierten sich dabei an den Entwicklungen des CYCLADES-Projekts. Im Herbst 1973 stellten sie auf einem Treffen der International Network Working Group in England den ersten Entwurf zum Transmission Control Protocol (TCP) vor. Im Jahr darauf wurde TCP gleichzeitig an der Stanford University, bei BBN und dem University College London (Peter Kirstein) implementiert.

„Somit waren die Bemühungen, die Internet-Protokolle zu entwickeln, von Anfang an international.“

Es folgten vier Iterationen des TCP-Protokollsatzes. Die letzte erschien 1978.
1974 startete BBN Telenet, den ersten öffentlichen paketvermittelten Datenkommunikationsdienst als eine kommerzielle Version des Arpanet. Aufgrund der DARPA-Förderung besaß BBN kein exklusives Recht am Quellcode für die IMPs und TIPs. Andere neue Netzwerkunternehmen forderten BBN auf, diesen freizugeben. BBN sträubte sich zunächst, da der Code ständig verändert würde, gab ihn jedoch 1975 frei.

## Wachstum

Wachstum des Internets interpretiert anhand der Anzahl der zur Verfügung stehenden Hosts. Die Ordinate des Diagramms wurde wegen des starken Zuwachses logarithmisch skaliert.

Mit der Forschungsförderung für die Implementierung von TCP hatte die DARPA ihre initiale Mission erfüllt. 1975 wurde die Verantwortung für das Arpanet an die Defense Communications Agency (später umbenannt in Defense Information Systems Agency) übertragen. BBN blieb der Auftragnehmer für den Betrieb des Netzes, doch militärische Sicherheitsinteressen wurden jetzt wichtiger. Zusätzlich zur DARPA förderte auch die National Science Foundation (NSF) die Forschung in Informatik und Netzwerken an rund 120 US-amerikanischen Universitäten. Weitere Einrichtungen, wie das Energieministerium und die NASA starteten eigene Netzwerke.
Anfang 1975 verfügte das Arpanet über 61 Knoten. Die erste Mailingliste wurde eingerichtet. Zusammen mit den RFCs werden Mailinglisten zum wichtigsten Mittel der offenen Kooperation der technischen Community. In der beliebtesten Liste dieser Zeit diskutierte man jedoch über Science-Fiction. Das Jargon File, ein Wörterbuch der Hacker-Kultur, zusammengestellt von Raphael Finkel, wurde zum ersten Mal publiziert, natürlich im Netz.
UUCP (Unix to Unix Copy) wurde 1976 an den AT&T Bell Labs entwickelt und als Teil der Unix Version 7 verbreitet. Einrichtungen, die sich keine Standleitung leisten konnten, ermöglichte es UUCP, über Wählverbindungen auf normalen Telefonleitungen Daten mit Rechnern am Arpanet auszutauschen.
Das neue netzwerkverbindende TCP wurde im Juli 1977 erstmals in einem aufwendigen Versuchsaufbau demonstriert. Die Übertragungsstrecke begann mit einem mobilen Paketsender in einem fahrenden Auto auf dem San Francisco Bayshore Freeway, lief zu einem Gateway bei BBN, über das Arpanet, über eine Punkt-zu-Punkt-Satellitenverbindung nach Norwegen, von dort via Kabel nach London, zurück über das Atlantic Packet Satellite Network (SATNET) ins Arpanet und schließlich zum Informatikinstitut der University of Southern California:

„Was wir also simulierten, war jemand auf einem mobilen Kriegsschauplatz, der sich über ein kontinentales Netz bewegt, dann über ein interkontinentales Satellitennetz und dann zurück in ein Leitungsnetz und zum Hauptrechenzentrum des nationalen Hauptquartiers geht. Da das Verteidigungsministerium dafür bezahlte, haben wir nach Beispielen gesucht, die für ein militärisches Szenario interessant sein könnten.“

Seit Mitte der 1970er Jahre wurden Experimente zur paketvermittelten Sprachübertragung durchgeführt. TCP ist auf zuverlässige Übertragung ausgelegt. Pakete, die verloren gehen, werden erneut geschickt. Im Falle von Sprachübertragung ist jedoch der Verlust einiger Pakete weniger nachteilig als eine Verzögerung. Aus diesen Überlegungen heraus wurden 1978 TCP und IP getrennt. Neben TCP wurde das User Datagram Protocol (UDP) spezifiziert, das heute unter anderem zur Sprachübertragung verwendet wird. Damit wurde 1978 das Arpanet-Experiment offiziell beendet. Im Abschlussbericht heißt es:

„Dieses ARPA-Programm hat nichts Geringeres als eine Revolution in der Computertechnologie hervorgebracht und war eines der erfolgreichsten Projekte, das die ARPA je durchgeführt hat. Das volle Ausmaß des technischen Wandels, der von diesem Projekt ausgeht, wird sich vielleicht erst in vielen Jahren ermessen lassen.“

Einer der Pioniere erinnert sich an die entscheidenden Faktoren:

„Für mich war die Teilnahme an der Entwicklung des Arpanet und der Internetprotokolle sehr aufregend. Ein entscheidender Grund dafür, dass es funktionierte, ist meiner Meinung nach, dass es viele sehr kluge Menschen gab, die alle mehr oder weniger in dieselbe Richtung arbeiteten, angeführt von einigen sehr weisen Menschen in der Förderungsbehörde. Das Ergebnis war, dass eine Gemeinschaft von Netzwerkforschern entstand, die fest daran glaubte, dass unter Forschern Zusammenarbeit mächtiger ist als Konkurrenz. Ich glaube nicht, dass ein anderes Modell uns dahin gebracht hätte, wo wir heute stehen.“

## Institutionalisierung
Um die Vision eines freien und offenen Netzes fortzuführen, richtete Vinton Cerf 1978 noch vom DARPA aus das Internet Configuration Control Board (ICCB) unter Vorsitz von Dave Clark am MIT ein. 1983 trat das Internet Activities Board (IAB) (nach der Gründung der Internet Society umbenannt in Internet Architecture Board) an die Stelle des ICCB.
Für die eigentliche Entwicklungsarbeit bildeten sich 1986 unter dem IAB die Internet Engineering Task Force (IETF) und die Internet Research Task Force (IRTF). Anders als staatliche Standardisierungsgremien oder Industriekonsortien ist die IETF – „nach Gesetz und Gewohnheitsrecht“ – ein offenes Forum. Mitglied kann jeder werden, indem er eine der etwa 100 aufgabenorientierten Mailinglisten subskribiert und sich an den Diskussionen beteiligt.
„Theoretisch erhält ein Student, der ein technisch fundiertes Anliegen in Bezug auf ein Protokoll anspricht, dieselbe sorgfältige Beachtung, oder mehr, als jemand von einem Multi-Milliarden-Dollar-Unternehmen, der sich Sorgen über die Auswirkungen auf seine ausgelieferten Systeme macht.“ (Alvestrand, 1996, S. 61).
Alle Arbeit, mit Ausnahme der des Sekretariats, ist unbezahlt und freiwillig.
Die Entwicklungsarbeit innerhalb der IETF gehorcht einem begrenzten Anspruch. Die Ergebnisse müssen ein anstehendes Problem möglichst direkt und, gemäß einer Hacker-Ästhetik von Eleganz, einfach und kompakt lösen. Sie müssen mit den bestehenden Strukturen zusammenarbeiten und Anschlüsse für mögliche Erweiterungen vorsehen. Da es keine scharf umrissene Mitgliedschaft gibt, werden Entscheidungen nicht durch Abstimmungen getroffen. Das Credo der IETF lautet:

„Wir wollen keine Könige, Präsidenten und Wahlen. Wir glauben an einen groben Konsens und an ablauffähigen Code.“

Wenn sich ein interessantes Problem und genügend Freiwillige finden, wird diskutiert, ein ablauffähiger Code auch für alternative Lösungsansätze geschrieben und solange getestet, bis sich ein Konsens herausbildet. Wenn dies nicht geschieht, das Verfahren auf unlösbare Probleme stößt oder die Beteiligten das Interesse verlieren, kann ein Standard auch vor seiner Verabschiedung stecken bleiben. Standards oder Code werden in jeder Phase der Entwicklung im bewährten RFC-Format für jeden Interessierten zugänglich veröffentlicht. Dies führt dazu, dass sie frühzeitig von einer Vielzahl von Anwendern unter den unterschiedlichsten Bedingungen getestet werden und diese breiten Erfahrungen in den Entwicklungsprozess eingehen, bevor ein Standard offiziell freigegeben wird. Die Standards sind offen und frei verfügbar. Anders als im ISO-Prozess können von den an der Standardisierung Beteiligten keine Patente erworben werden und anders als die ISO finanziert sich die IETF nicht aus dem Verkauf der Dokumentation von Standards. Der kontinuierlichen Weiterentwicklung dieses Wissens steht somit nichts im Wege.
Obwohl er über keine geplante Schadensfunktion verfügte, legte 1988 der außer Kontrolle geratene Computerwurm des 23-jährigen Robert Tappan Morris 6.000 der inzwischen 60.000 Internethosts lahm. Daraufhin bildet die DARPA das Computer Emergency Response Team (CERT), das sich seitdem vor allem auch vorbeugend mit Problemen der Computersicherheit beschäftigt.
Die 1990 von Mitch Kapor gegründete Electronic Frontier Foundation (EFF) ist keine Internet-Institution im engeren Sinne, doch als Öffentlichkeits- und Lobbyingvereinigung zur Wahrung der Bürgerrechte im Netz hat sie in den USA eine bedeutende Rolle gespielt.
Als Dachorganisation für alle Internetinteressierten und für die bestehenden Gremien wie IAB und IETF gründeten unter anderem Vint Cerf und Bob Kahn 1992 die Internet Society (ISOC).
Im Jahr darauf etablierte die National Science Foundation (NSF) das InterNIC (Network Information Center), das bestimmte Dienste in seinem Aufgabenbereich an Dritte ausschrieb, nämlich Directory- und Datenbankdienste an AT&T, Registrierungsdienste an Network Solutions, Inc. und Informationsdienste an General Atomics/CERFnet.

## Netzwerkforschung
Auf Initiative von Larry Landweber erarbeiteten Vertreter verschiedener Universitäten (darunter Peter Denning und Dave Farber) die Idee eines Informatik-Forschungsnetzes (CSNET). Ein Förderungsantrag an die NSF wurde zunächst als zu kostspielig abgelehnt. Auf einen überarbeiteten Antrag hin bewilligte die NSF 1980 dann fünf Millionen Dollar über einen Zeitraum von fünf Jahren. Das Protokoll, das die verschiedenen Subnetze des CSNET verbindet, ist TCP/IP. 1982 wurde beschlossen, dass alle Systeme auf dem Arpanet von NCP auf TCP/IP übergehen sollen – obgleich davon nur einige hundert Computer und ein Dutzend Netze betroffen waren, keine einfache Operation (vergleiche RFC 801).
CSNET und Arpanet wurden 1983 verbunden, doch US-amerikanische Wissenschaftler klagten, dass die Supercomputer des Landes nicht zugänglich seien. Astrophysiker mussten nach Deutschland reisen, um einen in den USA hergestellten Supercomputer verwenden zu können. Im Juli 1983 gab daraufhin eine NSF-Arbeitsgruppe einen Plan für ein National Computing Environment for Academic Research heraus. Die Supercomputer-Krise führte zur Verabschiedung eines Etats von 200 Millionen Dollar für die Einrichtung von Supercomputer-Zentren an verschiedene Universitäten und des NSFnet. Das NSFnet startete 1986 mit einem landesweiten 56-Kbps-Backbone, der bald auf 1,5-Mbps- und 1989 auf 44,7-Mbps-Leitungen ausgebaut wurde. Zu der Zeit planten Bob Kahn und Vinton G. Cerf bereits ein Versuchsnetz mit 6 Gigabit pro Sekunde. Um den NSFnet-Backbone herum entwickelte sich eine ganze Reihe NSF-geförderter regionaler Netzwerke. Von Anfang 1986 bis Ende 1987 stieg die Gesamtzahl der Netzwerke am Internet von 2.000 auf beinahe 30.000.

## Neue Architekturen, Protokolle und Dienste
Neben TCP/IP wurden weiterhin proprietäre Protokolle eingesetzt, aber es entstanden auch neue offene Netzwerke. Das wichtigste darunter ist das BITNET (Because It’s Time NETwork), das 1981 als ein kooperatives Netzwerk an der City University of New York startete und die erste Verbindung an die Yale-Universität legte. Zu den Eigentümlichkeiten von BITNET gehört zum Beispiel, dass es die Dateiübertragung per E-Mail realisiert. 1987 überschritt die weltweite Zahl der BITNET-Hosts 1.000.
TCP/IP wurde zum De-facto-Standard, doch die Anerkennung als offizieller Standard blieb ihm verwehrt. Ein Irrweg in der Netzwerkentwicklung begann, als die Internationale Organisation für Normung (ISO) ab 1982 ein Referenzmodell (OSI-Modell) für einen eigenen verbindungsorientierten Internetzwerk-Standard namens Open Systems Interconnection (OSI) entwickelte. Im Gegensatz zum horizontalen Prozess der Internetcommunity beruht das Standardisierungsverfahren der ISO auf einem vertikalen, mehrschichtigen Prozess aus Vorschlägen, Ausarbeitungen und Abstimmungen, der zwischen den nationalen Standardisierungsorganisationen, den Arbeitsgruppen und schließlich dem Plenum der ISO hin- und hergeht. Dabei sollen alle Interessen berücksichtigt werden. Der Standard soll in einem theoretischen Sinne vollständig sein. Er soll zugleich rückwärts kompatibel und abstrakt genug sein, um zukünftige Entwicklungen nicht zu verbauen. Durch die begrenzte Zirkulation in den am Verfahren beteiligten Institutionen werden Standards auch nur begrenzt getestet, bevor sie verabschiedet werden. Ist ein Standard endlich verabschiedet, ist er von der Technik oft genug schon überholt. OSI hat sich nie sehr weit von den Papierkonzepten in den praktischen Computereinsatz hinein entwickelt und gilt heute als gescheitert. Bis in die 1990er Jahre hinein dekretierten die Forschungs- und Technikbehörden vieler Länder, darunter Deutschland und Japan, jedoch, dass OSI das offizielle und damit das einzige Netzwerkprotokoll sei, in das Forschungsmittel fließen. Selbst die US-Regierung schrieb noch 1988 vor, dass alle Rechner, die für den Einsatz in staatlichen Stellen angekauft werden, OSI unterstützen müssen und erklärte TCP/IP zu einer Übergangslösung.
1983 beschloss das US-Verteidigungsministerium, das Netz in ein öffentliches Arpanet und das vertrauliche MILNET aufzuteilen. Nur 45 der 113 Host-Rechner blieben im Arpanet übrig. Die Zahl der an diese Hosts angeschlossenen Rechner war natürlich viel größer, vor allem durch den Übergang von Time-Sharing-Großrechnern hin zu Workstations in einem Ethernet-LAN. Jon Postel wies den einzelnen miteinander verbundenen Netzen erst Nummern zu, dann entwickelte er zusammen mit Paul Mockapetris und Craig Partridge das Domain Name System (DNS) mit einem ersten Name-Server an der University of Wisconsin, der Namen in Nummern übersetzt. Gleichzeitig empfahl er das heute übliche user@host.domain-Adressierungsschema. Das neue Adressensystem institutionalisierte sich 1988 mit der Internet Assigned Numbers Authority (IANA), deren Direktor Postel wurde.
1981 begann Bill Joy an der Universität von Kalifornien in Berkeley mit einem Forschungsauftrag der DARPA, die TCP/IP-Protokolle in die dort gepflegte freie Version des Betriebssystems Unix zu integrieren. Sie wurden im August 1983 in der BSD (Berkeley Systems Distribution)-Unix-Version 4.2 veröffentlicht. Die Betriebssysteme von Computer und Netz waren verschmolzen. Nicht zuletzt deshalb begannen viele Computerunternehmen, wie etwa das von Joy mitgegründete Sun Microsystems, BSD zur Basis ihrer Workstations zu machen. Die freie Software 4.2BSD verbreitete sich rasch. Tausende von Entwicklern in der ganzen Welt übernahmen es und legten so die Grundlage für das heutige globale Internet. 1977 waren mit dem Tandy TRS-80 und dem Commodore PET die ersten Computer für den Privatgebrauch auf den Markt gekommen, Steve Wozniak und Steve Jobs kündigten den Apple II an. Der IBM-PC folgte 1981 und kurz darauf die ersten IBM PC-Clones. Durch die billigen Kleinstrechner und ihre Fähigkeit, per Modem zu kommunizieren, betrat eine neue Generation von Nutzerkulturen die Informatik- und Netzwelt.
Die Integration von TCP/IP und lokalen Ethernets trieb die Ausbreitung des Internets voran. Ethernet-Karten wurden auch für PCs verfügbar. Anfang der 1980er Jahre entwickelten Studenten von Professor Dave Clark am MIT den ersten TCP/IP-Stack (Stapel) für MS-DOS. Der Quellcode für PC/IP und einige einfache Netzapplikationen verbreiteten sich rasch und inspirierte viele andere, den PC für das Internet zu erschließen. Da das Betriebssystem DOS nicht multitasking-fähig ist, konnte PC/IP nur eine einzige Verbindung (ein Socket) unterstützen. Für einige Anwendungen (wie Telnet) stellt die Beschränkung kein Problem dar, FTP dagegen benötigt zwei Verbindungen gleichzeitig, einen Kontroll- und einen Datenkanal. Phil Karn, damals bei den Bell Laboratories beschäftigt, begann 1985 einen neuen TCP/IP-Stack zu schreiben, bei dem er Multitasking innerhalb der Applikation realisierte – ein waghalsiger Trick, der aber funktionierte. Für CP/M entwickelt, portierte Karn den Code bald auf DOS und, da er Funkamateur war, überarbeitete er ihn außerdem für die Verwendung über Packet Radio. Unter dem Namen seines Amateurfunkrufzeichens KA9Q gab er den Code für nicht kommerzielle Verwendung frei (vergleiche Steven Baker, Desktop TCP/IP At Middle Age, Unix-Review Februar 1998).
1979 entstand das Usenet, das zu einem internetweiten Schwarzen Brett werden sollte. Steve Bellovin schrieb dazu einige Kommandozeilen-Skripte, die es einem Rechner erlauben, über UUCP Nachrichten auf einem anderen Rechner abzurufen. Technisch ist das Usenet ein frühes Beispiel für Client-Server-Architekturen. Sozial bildet es einen öffentlichen Raum, in dem jeder lesen und schreiben kann, zu Themen, die so ziemlich alles unter der Sonne umfassen.
Eine andere Form von kooperativem sozialem Raum, der zusätzlich synchrone Kommunikation ermöglicht, sind Multi User Dungeons (MUDs). Angelehnt an Tolkiens Dungeons and Dragons-Motive erlauben es diese Welten mehreren Spielern, gemeinsam durch rein textbasierte Räume zu ziehen, Drachen zu töten, Puzzle zu lösen und miteinander zu plaudern. Als Spielumgebungen entstanden, fanden MUDs später auch für Bildungs- und Diskussionszwecke Verwendung. Das erste von ihnen, das MUD1, schrieben ebenfalls 1979 Richard Bartle und Roy Trubshaw an der University of Essex.
1988 kam mit dem Internet Relay Chat (IRC) von Jarkko Oikarinen ein weiteres synchrones Kommunikationsformat hinzu.
Parallel zum Internet kamen lokale Diskussionsforen, Bulletin Board Systems (BBS) auf, zunächst als allein stehende PCs mit einer oder mehreren Einwahlverbindungen. Mithilfe von Telefonleitungen und X.25 vernetzten sich auch diese Kleinrechner, zum Beispiel zum FidoNet, 1983 von Tom Jennings entwickelt.
1985 gründet Stewart Brand das legendäre BBS Whole Earth 'Lectronic Link (WELL) in San Francisco. Kommerzielle Internetdienstanbieter wie CompuServe und AOL folgten. Auch diese separaten Netze richteten Ende der 1980er Jahre Gateways zum Internet ein, über die sie seither E-Mail und News austauschen können (Fidonet zum Beispiel 1988, MCIMail und CompuServe 1989). Um auch Menschen außerhalb der Universitäten den Zugang zum Internet zu ermöglichen, entstanden eine Reihe von sogenannten Freenets. Das erste, das Cleveland Freenet, wurde 1986 von der Society for Public Access Computing (SoPAC) in Betrieb genommen.

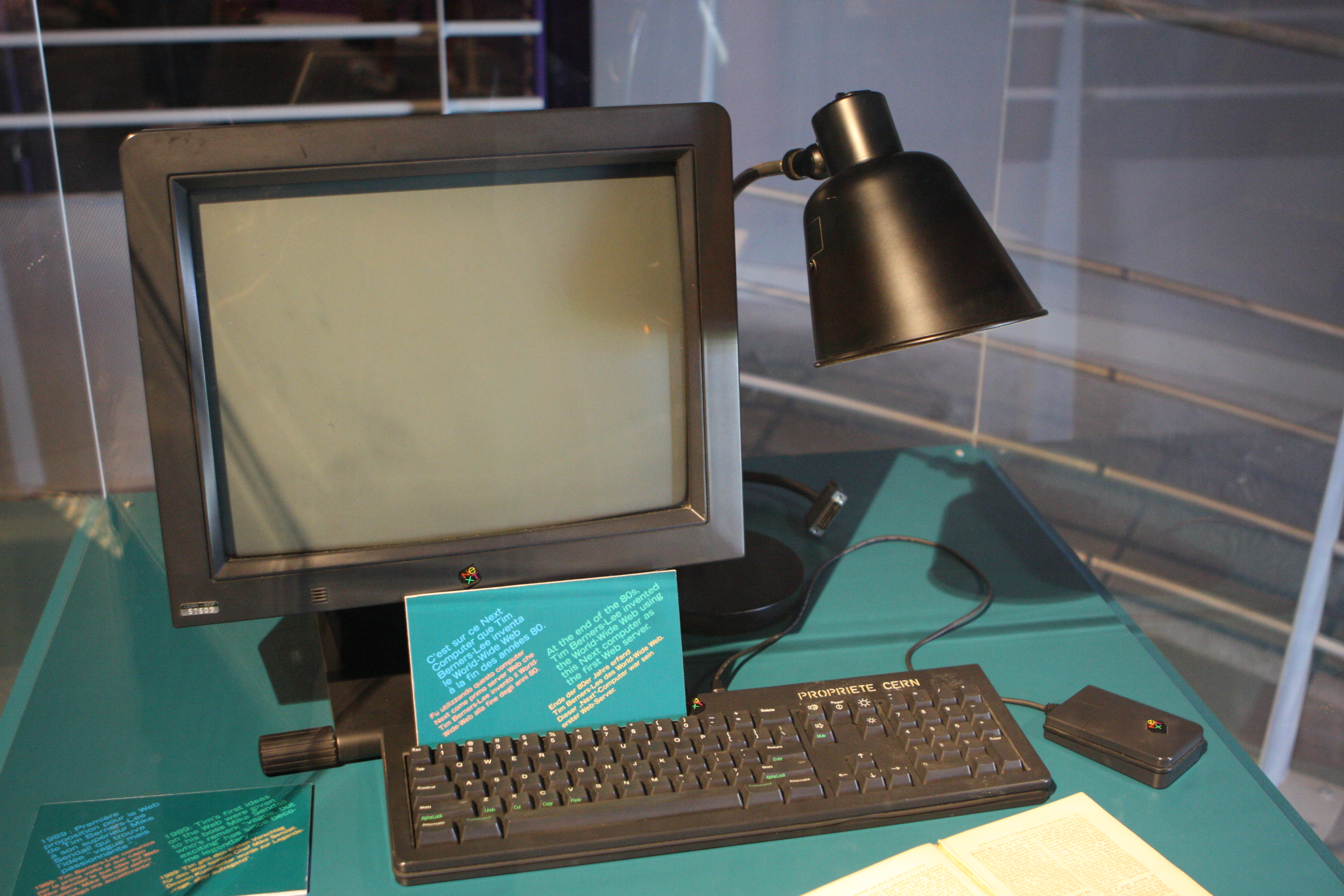
Erster Web-Server am CERN

Die Masse der im Internet verfügbaren Informationen wurde immer unüberschaubarer. Der Bedarf nach Navigations- und Suchwerkzeugen führte zu neuen Entwicklungen an verschiedenen Forschungseinrichtungen. Am CERN stellte Tim Berners-Lee 1989 Überlegungen zu einem verteilten Hypertext-Netz an, aus dem das World Wide Web (WWW) geworden ist.
Ähnliche Verknüpfungen bieten die im folgenden Jahr gestarteten Dienste Archie (von Peter Deutsch, Alan Emtage und Bill Heelan an der McGill University) und Hytelnet (von Peter Scott an der University of Saskatchewan).
1991 kamen Wide Area Information Servers (WAIS, von Brewster Kahle von der Thinking Machines Corporation) und Gopher (von Paul Lindner und Mark P. McCahill von der University of Minnesota) hinzu. Die erste Version von Berners-Lees WWW wurde freigegeben. Im Jahr darauf entstand am National Center for Supercomputing Applications (NCSA) der Webbrowser Mosaic. Ebenfalls 1992 veröffentlichte die University of Nevada Veronica, ein Suchwerkzeug für den Gopher-Raum.
Im selben Jahr startete der Bibliothekar Rick Gates die Internet Hunt, ein Suchspiel nach Informationen, bei dem auch diejenigen aus den veröffentlichten Lösungsstrategien lernen konnten, die sich nicht selbst beteiligten. 1990 wurde die erste fernbedienbare Maschine ans Netz gehängt, der Internet Toaster von John Romkey. Bald folgten Getränkeautomaten, Kaffeemaschinen und eine Fülle von Webkameras.
Die offene Architektur des Internets macht es jedoch möglich, jede Kommunikation an allen Knoten zwischen Sender und Empfänger abzuhören. Die Antwort auf dieses Problem lautet Kryptografie, doch die galt als militärisch-staatliches Geheimwissen. Das erste für Normalsterbliche zugängliche Kryptografie-Werkzeug war PGP (Pretty Good Privacy),
1991 von Phil Zimmermann freigegeben.
Neben Texten fanden sich auch schon in den 1980ern Bilder und Audiodateien im Netz, doch ihre Integration hatte mit dem WWW gerade erst begonnen. Die ersten regelmäßigen Radiosendungen im Netz waren die Audiodateien von Interviews mit Netzpionieren, die Carl Malamud ab 1993 unter dem Namen Internet Talk Radio ins Netz stellte.
Weiter ging der Multimedia-Backbone (MBONE), über den 1992 die ersten Audio- und Video-Multicasts ausgestrahlt wurden. Anfangs konnten sich daran nur wenige Labors mit einer sehr hohen Bandbreite beteiligen, doch bald wurden die hier entwickelten Werkzeuge auch für den Hausgebrauch weiterentwickelt.
Das Programm CUSeeMe (ein Wortspiel auf I see you seeing me) bot Video-Conferencing für den PC.
Das Streaming-Format RealAudio (1995) machte es möglich, Klanginformationen in Echtzeit im Netz abzurufen. Multimediale Inhalte können mit MIME (Multimedia Internet Mail Extensions, RFC 1437) seit 1993 auch in E-Mails verschickt werden.
Basierend auf der vereinfachten Auszeichnungssprache Wikitext, startete 2001 die Wikipedia und wurde als kollaborativ editiertes Online-Lexikon zur umfangreichsten Enzyklopädie der Welt.

## Internationalisierung

### Europa
In Europa gab es Anfang der 1980er Jahre bereits erste auf Wählverbindungen und UUCP-basierende Netze, wie etwa das 1982 etablierte EUnet (European Unix Network) mit Knoten in den Niederlanden, Dänemark, Schweden und England.
In Deutschland kannte man das Internet höchstens aus dem Kino (zum Beispiel WarGames – Kriegsspiele), wie sich einer der deutschen Internetpioniere, Claus Kalle vom Rechenzentrum der Universität Köln, erinnert.
Großrechner kommunizierten über das teure Datex-P. Das erste Rechnernetz, das über einen E-Mail-Link in die USA und dort über ein Gateway ins Internet verfügte, war das 1984 gestartete European Academic Research Network (EARN). Natürlich wurde auch bald mit TCP/IP experimentiert – die RFCs, die man sich per E-Mail über EARN beschaffen konnte, machten neugierig – doch das Klima war für TCP/IP nicht günstig. Als 1985 der Verein zur Förderung eines Deutschen Forschungsnetzes (DFN-Verein) gegründet wurde, vertrat er ausschließlich die offizielle OSI-Linie.

„In Deutschland und Europa war man damals vollkommen davon überzeugt und förderte auch politisch und finanziell, dass die Protokolle der OSI-Welt in Kürze weit verfügbar und stabil implementiert seien und damit eine Basis für die herstellerunabhängige Vernetzung existieren würde.“

Die ersten Verbindungen von Rechnern außerhalb der USA liefen über UUCP. 1984 wurde zum Beispiel das JUNET (Japan Unix Network) etabliert und eine erste Botschaft von Kremvax sorgte für Aufregung, da seither scheinbar auch die Sowjetunion an das Usenet angeschlossen war, was sich aber als Aprilscherz herausstellte. Analog zu „The Well“ entstanden seit Mitte der 1980er Jahre Mailboxnetze, zusätzlich zum FidoNet das Z-Netz und das MausNet sowie von politischen Aktivisten 1987 gegründet das CL-Netz. Ab 1992 boten diese Netze per Gateway preiswerte Mail- und News-Anbindung an das Internet.
Die Initiative für ein IP-Netz in Deutschland ging 1988 von der Universität Dortmund aus. Es hatte im Rahmen des europaweiten InterEUnet-Verbundes eine Anbindung erst über Datex-P, dann über eine Standleitung nach Amsterdam und von dort aus an das US-amerikanische Internet. Die Informatik-Rechnerbetriebsgruppe (IRB) der Universität Dortmund betrieb einen anonym zugänglichen FTP-Server.

„Besonders förderlich war es, mit den recht frischen Kopien der GNU- und anderer Public-Domain-Pakete (Emacs, GCC, ISODE usw.) zu arbeiten. Auch war auf diesem Wege erstmals Zugang zu Netnews und Internet-Mail möglich, sodass man sich auf dem Laufenden halten konnte.“

Eine ähnliche Initiative gab es am Informatik-Lehrstuhl von Professor Werner Zorn an der Universität Karlsruhe, die zum Aufbau des XLINK (eXtended Lokales Informatik Netz Karlsruhe) führte, das ebenfalls eine Verbindung in die USA zum New Yorker NYSERnet (New York State Education and Research Network) anbot.
Das OSI-Regime des DFN lockerte sich nach und nach. Das X.25-basierte Wissenschaftsnetz (WiN) sollte gleich von seinem Start an auch TCP/IP-Hosts unterstützen. Die europäischen Netzanbieter schlossen sich 1989 auf Initiative von Rob Blokzijl am National Institute for Nuclear Physics and High-Energy Physics in Amsterdam zum RIPE (Reseaux IP Européens) zusammen, um die administrative und technische Koordination für ein paneuropäisches IP-Netzwerk zu gewährleisten. Zur Konsolidierung der bereits existierenden europäischen IP-Netze begannen 1991 einige Netzbetreiber, eine europäische IP-Backbone-Struktur namens EBONE zu planen und aufzubauen.
1992 begannen auch Initiativen wie Individual Network e. V. (IN) mit dem Aufbau alternativer Verfahren und Strukturen zur Bereitstellung von IP-Diensten. Auch das IN nahm im Weiteren aktiv an der Gestaltung der deutschen IP-Landschaft teil. Nicht zuletzt die Netnews-Verteilung wäre ohne die IN-Mitarbeit nur schleppend vorangekommen.
Der Zuwachs der internationalen IP-Konnektivität lässt sich an der Anmeldung von Länder-Domains ablesen. 1988 kamen Kanada, Dänemark, Finnland, Frankreich, Island, Norwegen und Schweden dazu. Im November 1989 sind insgesamt 160.000 Hosts am Internet. Australien, Deutschland, Israel, Italien, Japan, Mexiko, die Niederlande, Neuseeland und Großbritannien schließen sich an. 1990 kommen Argentinien, Österreich, Belgien, Brasilien, Chile, Griechenland, Indien, Irland, Südkorea, Spanien und die Schweiz dazu. 1991 sind es Kroatien, Tschechien, Hongkong, Ungarn, Polen, Portugal, Singapur, Südafrika, Republik China (Taiwan) und Tunesien. 1992 überschreitet die Zahl der Hosts die Eine-Million-Marke. Immer kleinere Länder und Territorien wie Zypern, die Antarktis, Kuwait und Luxemburg melden Länder-Domains an. 1997 kommen noch eine Reihe von Inselnationen und Protektorate hinzu, sodass heute die gesamte Weltkarte auf den Adressraum des Internets abgebildet ist.
Mittlerweile ist die Verbreitung des Internet in Europa teilweise sehr weit fortgeschritten, in Island nutzen 97,8 % der Bevölkerung das Internet. In anderen Ländern Europas ist diese Zahl vergleichsweise gering, so im Kosovo 20,7 %.

### Asien
China führt seit den 1950er Jahren Forschungen auf dem Gebiet der Computertechnik durch. Die Forschung und Verwendung chinesischer Rechnernetze begann als erstes durch das Eisenbahnministerium im Jahre 1980. Es errichtete Weitverkehrsnetze (damals noch: Long Haul Network oder LHN). Die Knotenpunkte in Beijing, Shanghai und Jinan bestanden aus PDP-11-Systemen, die Netzwerkarchitektur war DNA.
Die erste internationale Anbindung von China zum Internet geschah über einen Gateway in Deutschland, Universität Karlsruhe, September 1987 und ging von akademischen Kreisen aus.
Erst 1994 wurde von den chinesischen Behörden die Erlaubnis zu einer vollwertigen TCP/IP-Internetverbindung gegeben. Teilnetze in China mit Internetanbindung sind gegenwärtig CHINAnet, CERnet (China Education and Research Network), CSTnet, CHINAGBN, UNInet und CNC.
1998 wurde eigens für die Kontrolle, aber auch für den Schutz der Netzwerkbetreiber mit internationaler Internetanbindung und sonstige das Internet betreffende Dinge das Ministerium für Informationsindustrie (Xinxi chanyebu) in China eingerichtet. Es ist auch mit Dingen beschäftigt, die die Zensur im Internet betreffen. 1998 gab es in China Versuche, ein chinesisches Intranet aufzubauen, die jedoch nach kurzer Zeit wieder aufgegeben wurden, zum Beispiel das China C-Net von der Sichuan Internet Development Corporation, oder das CWW, auch China Public Multimedia Network genannt, das von der China Telecom entwickelt wurde.

## Kommerzialisierung
Das Entstehen eines kommerziellen Marktes für Internetanbieter anzuregen und zu fördern, war eines der Ziele der NSFnet-Initiative. Zu den ersten Nutznießern gehörten Unternehmen wie Performance Systems International (PSI), Advanced Network and Systems (ANS, von IBM, MERIT und MCI gegründet), Sprintlink und CERFNet von General Atomics, das auch das San Diego Supercomputer Center betrieb.
Die kommerziellen ISPs sollten Ende der 1980er Jahre den Erhalt und Ausbau des Internets von den Universitäten und Forschungsbehörden übernehmen. Dadurch entstand auch ein bedeutender Markt für internetbasierte Produkte. Len Bozack, ein Stanford-Student, gründete Cisco Systems. Andere, wie 3Com, Proteon, Banyan Company, Wellfleet und Bridge gingen ebenfalls in den Router-Markt. Die erste Internet-Industriemesse, die Interop in San Jose 1988, zog 50 Aussteller und 5000 Besucher an.
1991 hob die NSF das bis dahin bestehende Werbeverbot (die acceptable use policy) in der öffentlichen Netzinfrastruktur auf. Damit war der Weg frei dafür, dass sich General Atomics (CERFnet), PSINet und UUNET (AlterNet) in Kalifornien zum ersten Commercial Internet eXchange (CIX) zusammenschlossen, um den uneingeschränkten Verkehr zwischen den kommerziellen Netzen zu organisieren.
Auch in Deutschland begann Anfang der 1990er die Privatisierung der universitären Infrastruktur. Das Drittmittelprojekt Eunet der Informatik-Rechnerbetriebsgruppe der Universität Dortmund wurde Ende 1992 zur EUnet Deutschland GmbH. Im Jahr darauf wurde auch das XLINK-Projekt an der Uni Karlsruhe zum Geschäftsbereich der NTG Netzwerk und Telematic GmbH, ihrerseits Tochter von Bull.

## Wende ab 1990
Ein Wendepunkt lässt sich am Übergang von den 1980er zu den 1990er Jahren ausmachen. Das ARPANet wird 1990 offiziell abgeschaltet. Die NSF verlagert die Netzwerkförderung von einer direkten Finanzierung der akademischen Backbone-Infrastruktur hin zur Bereitstellung von Etats, mit denen die Universitäten sich Konnektivität von kommerziellen Anbietern einkaufen. Mit der schwindenden Rolle der NSF im Internet endete auch die Verbindlichkeit der Acceptable Use Policy. Zunächst behutsam, dann in einem unaufhörlichen Strom setzten die Werbebotschaften im Netz ein. Die im CIX zusammengeschalteten Netzanbieter vermarkteten das Internet als Businessplattform. Über die Gateways der kommerziellen BBSe kamen Nutzerkulturen, die es gewohnt waren, für Informationen zu bezahlen und ihrerseits die Kanäle hemmungslos für gewerbliche Zwecke zu verwenden. Einen berüchtigten Konflikt löste die Anwaltskanzlei Canter & Siegel aus Arizona aus, als sie 1994 Massen-Postings (Spam) zur Bewerbung ihrer Green-Card-Lotteriedienste in das Usenet schickte. Die Netzbewohner reagierten heftig und unterbanden diesen Missbrauch, indem sie den Spam wieder cancelten und das Unternehmen massenhaft mit E-Mails eindeckten.

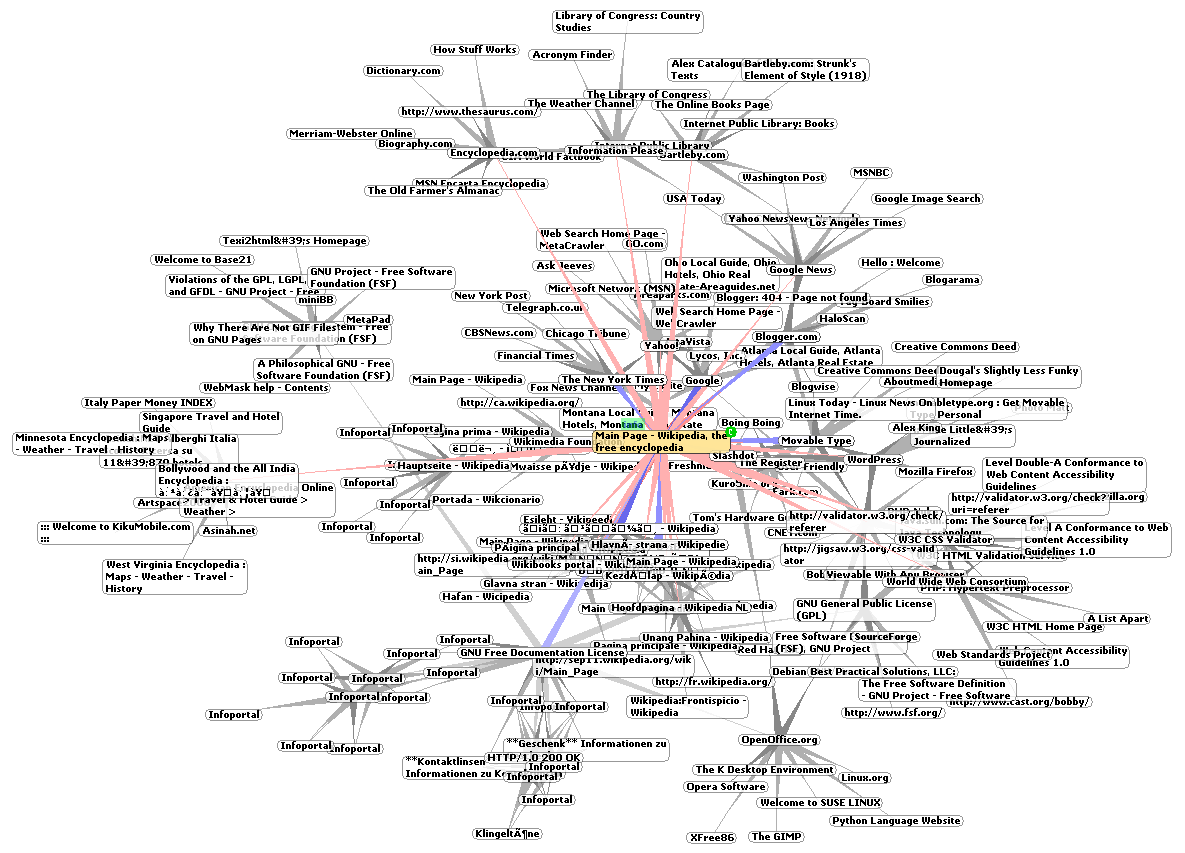
WWW-Nachbarn der Wikipedia

Ab 1990 wurden gezielte Anstrengungen unternommen, kommerzielle und nicht kommerzielle Informationsdiensteanbieter ins Netz zu holen. Unter den ersten befanden sich Dow Jones, Telebase, Dialog, CARL (die Colorado Alliance of Research Libraries) und die National Library of Medicine.
Der erste kommerzielle Internetprovider World ging 1990 an den Start. 1991 konnte das WWW so seinen Siegeszug antreten. Mehr als 100 Länder waren an das Internet angeschlossen, mit über 600.000 Hosts und fast 5.000 einzelnen Netzen. Im Januar 1993 waren es schon über 1,3 Millionen Rechner und über 10.000 Netzwerke.
Der damalige US-Präsident Bill Clinton und Vizepräsident Al Gore gaben im Februar 1993 unmittelbar nach ihrem Amtsantritt auf einem Town Meeting im Silicon Valley eine Erklärung über ihre Technologiepolitik ab, in der das Internet bereits eine zentrale Rolle spielte. Damit lösten sie eine Art Vorbeben aus, in einer geopolitischen Situation, in der die USA sich in einer Wirtschaftskrise befanden, Europa im Aufschwung und Japan an der Weltspitze. Die eigentliche Schockwelle ging über die Welt hinweg, als Al Gore am 15. September des Jahres die National Information Infrastructure Agenda for Action (siehe NII) verkündete, in der er Netzwerke nicht nur selbst zu einer Multi-Milliarden-Dollar-Industrie, sondern zu einer Grundlageninfrastruktur für Wirtschaft, Bildung, Wissenschaft und Kultur erklärte. Das Bewusstsein, in einem Schlüsseltechniksektor hinter den USA herzuhinken, löste allerorten hektisches Treiben aus. Spätestens damit begann die kommerzielle Erschließung und die Massenbesiedlung des Internets.
Für die neuen Generationen von Nutzern gibt es nur eine Information, die frei und möglichst weit zirkulieren soll: Werbung. Alle andere Information ist für sie Ware. Um nun in diesem promiskuitiven Milieu eine Information (zum Beispiel Börsendaten, Lehrmaterial, Musikstücke) derjenigen und nur derjenigen zugänglich zu machen, die dafür bezahlt hat, mussten in das Internet zusätzliche, aufwendige Schutzmechanismen, Zonen mit Zugangskontrollen und kryptografisch abgesicherte Rechtekontrollsysteme eingezogen werden. Die Rechteindustrie (Bertelsmann, Sony, Time Warner usw.) arbeitet seit etwa 1994 nach Kräften daran, ihre Waren über das Netz verkaufbar zu machen und technisch abzusichern. Nichts demonstrierte die neue Qualität des Internets besser als die erste Cyber-Bank First Virtual, die 1994 ihren Betrieb aufnahm.
Microsoft verpasste offenbar die fortschreitenden Entwicklungen des Internets: Bill Gates erwähnte in der Erstausgabe seines 1995 erschienenen Buches The Road Ahead das Internet mit keinem Wort. Kurz darauf schwenkte er seine Firma auf Internet-Kurs. Noch im selben Jahr erschien die erste Version des Web-Browsers Microsoft Internet Explorer.
Nachdem die Kopplung von Hard- und Software gebrochen war, löste das Web die Verbindung von jeweils spezifischer Software und Information auf. Microsoft Network (MSN) war dagegen ein Versuch, erneut eine solche Kopplung zu legen: ein geschlossenes Format, in dem Unternehmen kostenpflichtige Informationen und Dienstleistungen anbieten konnten – sofern sie eine Startgebühr von 50.000 Dollar und einen Anteil aller Einnahmen an MS zahlten. Es handelte sich um eine verspätete Imitation der geschlossenen BBSe wie CompuServe oder AOL, die bereits durch das WWW überholt waren, das es jedem erlaubte, gebührenfrei Informationen anzubieten.
Domain-Namen waren bislang nichts als eine Mnemotechnik gewesen, die die darunter liegenden numerischen IP-Adressen handhabbarer machten. Durch den Einzug großer Unternehmen mit ihren geschützten Warenzeichen wurden sie zu einem aggressiv umstrittenen Territorium.
Der erste prominente Streit darüber, ob Domain-Namen geistiges Eigentum sind, war der von MTV Networks gegen Adam Curry. Etwa im Mai 1993 hatte Curry, ein MTV-Video-Jockey, auf eigene Faust und Kosten ein Informationsangebot unter mtv.com gestartet. In Gesprächen mit führenden Angestellten von MTVN und deren Muttergesellschaft Viacom New Media hieß es, MTV habe kein Interesse am Internet, hindere Curry aber auch nicht an seinen Aktivitäten. Also baute Curry sein Informationsangebot weiter aus, unter anderem mit einem Schwarzen Brett, auf dem sich Musiker und Vertreter der Musikindustrie miteinander unterhielten. In den von ihm moderierten Fernsehprogrammen wurden E-Mail-Adressen wie popquiz@mtv.com eingeblendet. Im Januar 1994 forderte MTVN Curry förmlich auf, die Verwendung von mtv.com einzustellen. Dennoch verwiesen MTV-Sendungen weiterhin auf diese Adresse und ein führender Angestellter bat Curry im Februar, bestimmte Informationen in seiner Seite aufzunehmen. Inzwischen hatten MTVN und AOL einen Vertrag abgeschlossen, um einen kostenpflichtigen Dienst anzubieten, der unter anderem ein Schwarzes Brett für Musikprofis beinhalten sollte, das dem von Curry auffällig glich. MTVN verklagte Curry unter anderem wegen des Verstoßes gegen Trademark-Ansprüche auf Freigabe der Domain mtv.com. Currys Versuche, den Streit gütlich beizulegen, scheiterten. Später kündigte er. Letztlich kam es doch zu einer außergerichtlichen Einigung, bei der Curry die Domain an MTV aufgab.
Die Situation war typisch für die Zeit um 1993/1994: Große Unternehmen, auch aus der Medienbranche, ignorierten oder unterschätzten die Bedeutung des Internets, während innovative Einzelpersonen durch ihr persönliches Engagement populäre und kostenlose Informationsangebote aufbauten, nur um zusehen zu müssen, wie ihnen die Früchte ihrer Arbeit mithilfe des Rechtssystems abgesprochen wurden. Nachdem in zahlreichen Urteilen entschieden war, dass Domain-Namen dem Warenzeichenregime unterliegen, setzte ein reger Handel ein. CNET beispielsweise kaufte 1996 die Domain tv.com für 15.000 Dollar. business.com wurde 1997 für 150.000 Dollar verkauft und zwei Jahre später für bereits 7,5 Millionen Dollar weiterverkauft.
Bis 1995 war die kommerzielle Backbone-Infrastruktur in den USA soweit errichtet und untereinander verschaltet, dass der NSFNET-Backbone-Dienst eingestellt werden konnte. Im selben Jahr gingen eine Reihe von Internetunternehmen an die Börse, am spektakulärsten das auf der NCSA-Browser-Technik errichtete Netscape mit dem bisher drittgrößten NASDAQ-IPO-Wert.
Im Gefolge der Wirtschaft hielten auch die Rechtsanwälte Einzug ins Internet. Als Teil der Verrechtlichung unternahm auch der Gesetzgeber Schritte zur Regulierung. 1996 wurde in den USA der umstrittene Communications Decency Act (CDA) verabschiedet, der den Gebrauch von unanständigen Wörtern im Internet verbietet. Einige Monate später verhängte ein Gericht eine einstweilige Verfügung gegen die Anwendung dieses Gesetzes. 1997 erklärte das höchste US-Gericht den CDA für verfassungswidrig. Dennoch wurde in dieser Zeit der vermeintlich rechtsfreie Raum des Internets in die gesetzlichen Regularien von Gebieten wie der Kryptographie über das Urheberrecht bis zu den Allgemeinen Geschäftsbedingungen einbezogen.
In vielen Ländern greifen Gerichte und staatliche Behörden in den Cyberspace ein. Die Volksrepublik China verlangt zum Beispiel, dass ISPs und Nutzer sich bei der Polizei registrieren. Ein deutsches Gericht entschied, dass CompuServe den Zugang zu Newsgroups, die sich im weitesten Sinne mit Sexualität beschäftigen, unterbinden muss. Da CompuServe sein weltweites Informationsangebot in seiner Zentrale in Ohio vorrätig hält und es technisch nicht nach einzelnen Ländern differenzieren konnte, schaltete es die Newsgroups für alle Nutzer ab, was eine hauptsächlich amerikanische Protest- und Boykottwelle gegen Deutschland auslöste. Saudi-Arabien beschränkt den Zugang zum Internet auf Universitäten und Krankenhäuser. Singapur verpflichtet Anbieter politischer und religiöser Inhalte, sich staatlich registrieren zu lassen. Neuseeland klassifiziert Computerdisketten als Publikationen, die zensiert und beschlagnahmt werden können. Amerikanische Telekommunikationsunternehmen nahmen Anstoß an Internet-Telefoniediensten und forderten das Parlament auf, die Technik zu verbieten.
Auch die Selbstorganisation der technischen Entwicklung der Internetgrundlagen veränderte ihren Charakter. Saßen in den jährlichen Treffen von IETF-Arbeitsgruppen Mitte der 1980er Jahre höchstens einhundert Personen, sind es jetzt nicht selten zwei- bis dreitausend. Entsprechend sind sie kein kollektives Brainstorming mehr, sondern dicht gedrängte Abfolgen von Präsentationen. Die eigentliche Arbeit findet immer häufiger in kleinen geschlossenen Gruppen, den Design-Teams, statt. Während die mehr als zwanzig Jahre alte Technik des Internets erstaunlich stabil skaliert, stoßen die Communitystrukturen an ihre Grenzen. Auch die Zusammensetzung der Arbeitsgruppen veränderte sich:

„Seit den späten 80er Jahren hat sich der Anteil akademischer Mitglieder in der IETF stetig verringert – und das nicht nur, weil die Zahl der Unternehmen immer mehr anstieg, sondern auch, weil immer mehr Gründungsmitglieder in die Wirtschaft wechselten.“

Das kollektive Streben nach der besten Lösung für das Internet als Ganzes, so Jeanette Hofmann, drohe, von den Interessen konkurrierender Unternehmen unterlaufen zu werden, die ihre jeweiligen Produkte durchsetzen wollten. Schließlich führten die schiere Größe, die nachrückende Generation von Ingenieuren und das Gewicht der gewachsenen Struktur dazu, dass die Standardentwicklung dazu neigt, konservativer und mittelmäßiger zu werden. Hofmanns Fazit: Die IETF sei auf dem besten Weg, eine Standardisierungsorganisation wie jede andere zu werden:

„Das Internet und seine Gemeinde sind in der Normalität angekommen. Irgendwann werden sich die Väter unter der wachsenden Zahl gleichberechtigter Mitglieder verloren haben – und mit ihnen ein Teil der Ideen und Prinzipien, die die Entstehung des Internets umgaben.“

## Dotcom-Boom und das 21. Jahrhundert

Dotcom-Blase an der NASDAQ

Mitte der 1990er Jahre begann das Internet immer schneller zu wachsen – und war spätestens zu diesem Zeitpunkt auch schon immer größeren Teilen der (nicht-akademischen) Bevölkerung ein Begriff. In Deutschland boten die Deutsche Telekom und diverse Wettbewerber (zum Beispiel AOL und CompuServe) bundesweit Internet-Zugänge zu immer günstigeren Konditionen an und bewarben diese Angebote massiv.
Die Geschwindigkeit der Modems stieg immer weiter an und in Europa wurde mit dem ISDN-Anschluss ein digitaler Telefonanschluss angeboten, der direkt für die schnelle Datenübertragung konzipiert war. Auch die Geschwindigkeit der Backbones stieg weiter an, da für viel Geld immer mehr Leitungen verlegt wurden.
Das Internet gewann infolgedessen immer mehr an Popularität. Dadurch wurde es auch wirtschaftlich immer interessanter und viele größere Unternehmen begannen, auf Homepages ihre Produkte darzustellen und zu bewerben. Einige Privatleute gingen noch weiter und gründeten Unternehmen, die nur im Internet agierten und dort Waren und Dienstleistungen anboten. Mit wenig Startkapital konnten sie Ideen umsetzen, die von den Kunden gut angenommen wurden. Um ihr Geschäft weiter auszubauen, besorgten sie sich über einen Börsengang zusätzliches Kapital. Da der Unternehmensname häufig der Domain entsprach (die für kommerzielle Anbieter in der Regel mit „.com“ endet), wurde diese Boomphase auch als Dotcom-Boom (engl. dot zu deutsch: Punkt) bezeichnet.
Auch in Deutschland kam es zu einem Dotcom-Boom – im Wesentlichen durch den Börsengang des ehemaligen Staatskonzerns Telekom. Dieser Börsengang wurde massiv bei der gesamten Bevölkerung beworben, um die Telekom-Aktie als Volksaktie gerade auch bei der bisher eher aktienunerfahrenen Bevölkerung bekannt zu machen. In der Folge interessierten sich immer mehr Leute für die Börse und kauften auch Aktien von diversen anderen Internet-Neugründungen.
Zahlreiche Börsenexperten hielten die Aktienkurse der Internet-Unternehmen am Neuen Markt für überbewertet – aber in der allgemeinen Euphorie wurden solche Stimmen ignoriert.
Im Jahr 2000 kam es dann jedoch tatsächlich zu einem Börsenkrach, der einen allgemeinen Abwärtstrend an der Börse einläutete. Seitdem wird der Dotcom-Boom rückblickend auch als Dotcom-Blase bezeichnet. Viele der gegründeten Internet-StartUps mussten wieder schließen, insbesondere Geschäftsmodelle, die sich allein über Werbung finanzieren sollten oder sogar den Surfer für den Erhalt von Werbung bezahlen lassen wollten (Paid4-Szene), konnten sich nicht halten. Die inzwischen etablierten Internet-Unternehmen wie Amazon oder eBay waren jedoch nicht so stark betroffen, dass ihre Existenz gefährdet wäre. Und so ging der Internet-Boom, wenn auch gebremst, trotzdem weiter.
Mit dem Ende des 20. Jahrhunderts wurden auch erstmals ökologische Aspekte bei der Einrichtung der Internet-Infrastruktur berücksichtigt. 1999 wurde in Kalifornien der erste Webhosting-Anbieter gegründet, der seine Server komplett mit Ökostrom betreibt, seit 2003 bietet dies Green Planet Energy auch in Deutschland an. Im Jahr 2005 hatte in Deutschland der Stromverbrauch für Internet-Infrastruktur und Nutzung bereits den Stromverbrauch für Beleuchtung überschritten.

## Urheberrechtsverletzungen
Durch immer größere Übertragungsleistung einerseits und immer bessere Multimedia-Fähigkeiten der PCs andererseits ist das Internet zunehmend auch ein nicht immer legaler Vertriebsweg für praktisch jede Art von Daten.
Bereits Mitte der 1990er Jahre war es für die üblichen PCs kein Problem, komprimierte Audio-Dateien insbesondere in dem schon damals beliebten MP3-Format zu speichern und abzuspielen. Diese Dateien lassen sich zudem bereits bei einfacher ISDN-Geschwindigkeit in nur der zwei- bis dreifachen Spielzeit übertragen; mit DSL-Leitungen gar schneller als sie abgespielt werden. Dies führte bald zu einem regen Tauschhandel solcher Dateien ohne Beachtung des Urheberrechts. Versuche der Musikindustrie, gegen diesen vorzugehen, sind nur von mäßigem Erfolg geprägt; zudem sich auch die Tauschsysteme immer weiter verbessern und nach dem Peer-to-Peer-Prinzip ohne zentrale, kontrollierbare Instanzen auskommen.
Zudem reagiert die Musikindustrie nur sehr träge auf die Konkurrenz und versäumt es lange Zeit, eigene legale Angebote zum direkten Herunterladen von Musikdateien auf den PC zu entwickeln. Stattdessen wurden einzig die Tauschbörsen bekämpft, wobei diverse Berichte über Kollateralschäden wie zu Unrecht angeklagte Personen oder die Behinderung einer legalen Nutzung entsprechender Dienste dem Image der Branche zusätzlich schaden und den Raubkopierern ein Image als „modernen Robin Hood“ geben. Erst 2003 startet mit dem Apple iTunes Music Store ein Online-Musikgeschäft in den USA, das aufgrund der Preise (99 Cent/Song) von zahlreichen Nutzern angenommen wird. Seit Juni 2004 ist der iTunes Store auch in Deutschland, Großbritannien und Frankreich verfügbar. Hier sind jedoch die Dateien zunächst gegen weiteres Kopieren gesperrt, sogenannte Digitale Rechteverwaltung (DRM). Erst in der jüngsten Zeit zeigt sich ein Trend weg von DRM-Beschränkungen, da diese von den Kunden schlecht angenommen werden und sich oftmals als weitgehend wirkungslos erweisen.
Dieser Tauschhandel dehnte sich im Zuge steigender Bandbreiten und Festplattenkapazitäten auch auf Programme und später Video-Inhalte aus, wo die Anbieter jedoch – wohl auch durch die Erfahrungen der Musikindustrie aufgeschreckt – schneller reagieren und entsprechende Download-Angebote zur Verfügung stellen.